# 粵曲演唱家列表
粵曲演唱家列表列出演唱粵曲的藝術家。他們只會在觀眾面前演唱，而沒有穿上戲服。
- 四大平喉／平喉四傑：小明星、徐柳仙、張惠芳、張月兒

A B C D E F G H I J K L M N O P Q R S T U V W X Y Z

## A
- 歐偉泉, 區均祥

## B
- 白燕仔、白燕飛（白燕仔外孫）、碧雲

## C
- 崔妙芝、翠姬
- 陳鳳仙, 陳彩蘭, 陳錦紅（小明星嫡傳女弟子）、陳笑風、陳玲玉、陳鑑、陳曼虹、
- 張惠芳、張月兒、張琼仙（玉京仙子）、張琴思、張小顰
- 鄭君綿、鄭幗寶（濠江之鶯）、程德芬
- 鍾麗蓉、鍾雲山、鍾德, 鍾志雄

## D
- 杜煥、董潔貞

## F
- 馮玉玲

## H
- 熊飛影、何麗芳、何萍(星腔第三代傳人)、何臣(南音)、韓道鳴

## J
- 招大銀

## K
- 甘明超、金山女、郭少文、瓊仙, 江平, 江峰

## L
- 李少芳(小明星弟子)、李月友(星腔第三代傳人)、李寶瑩、李寶倫, 李若呆, 李銳祖、李慧, 李學優
- 梁素琴、梁之潔、梁瑛, 梁漢威
- 黎文所
- 賴天涯
- 劉就

## M
- 文千歲, 梅欣, 馬師鉅

## N
- 吳少庭, 伍木蘭

## P
- 白楊, 白艷紅, 白醒芬, 潘小桃, 潘珮璇、潘賢達、佩珊

## S
- 小明星、崔妙芝、冼劍麗、小甘羅, 小燕飛(小明星弟子)

## T
- 徐柳仙、天涯、譚佩儀、唐健垣

## Y
- 源妙生、葉幼琪、邱鶴儔、嚴淑芳

## W
- 黃少梅(星腔第三代傳人)、胡美儀